# San José los Pinos
San José los Pinos är en ort i Mexiko.   Den ligger i kommunen Vicente Guerrero och delstaten Puebla, i den sydöstra delen av landet, 240 km sydost om huvudstaden Mexico City. San José los Pinos ligger 2 518 meter över havet och antalet invånare är 317.
Terrängen runt San José los Pinos är kuperad åt nordost, men åt sydväst är den bergig. Runt San José los Pinos är det ganska tätbefolkat, med 134 invånare per kvadratkilometer. Närmaste större samhälle är Ajalpan, 18,5 km sydväst om San José los Pinos. Omgivningarna runt San José los Pinos är en mosaik av jordbruksmark och naturlig växtlighet.